# Trimma unisquamis
Trimma unisquamis és una espècie de peix de la família dels gòbids i de l'ordre dels perciformes.

## Morfologia
- Els mascles poden assolir 2 cm de longitud total.[4][5]

## Hàbitat
És un peix marí de clima tropical i associat als esculls de corall fins als 6-12 m de fondària.

## Distribució geogràfica
Es troba a Guam, Tonga i les Hawaii.